# Ulica Piękna w Warszawie

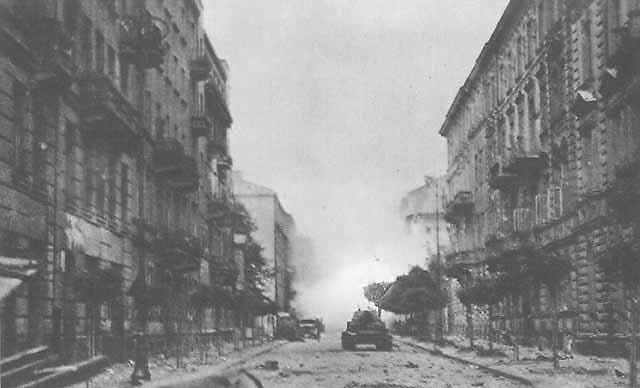
Ulica Piękna podczas powstania warszawskiego

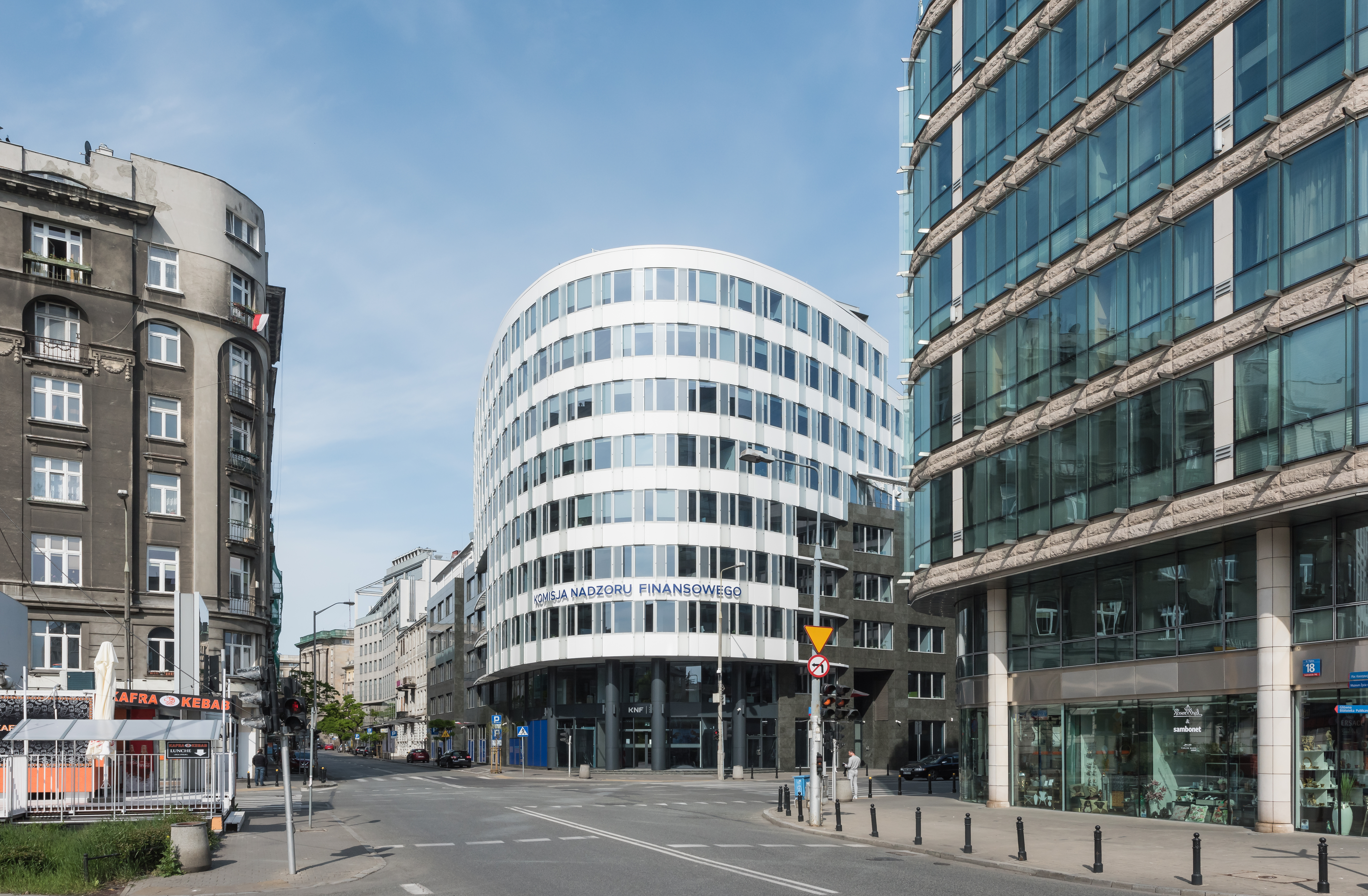
Ulica przy skrzyżowaniu z ul. Kruczą

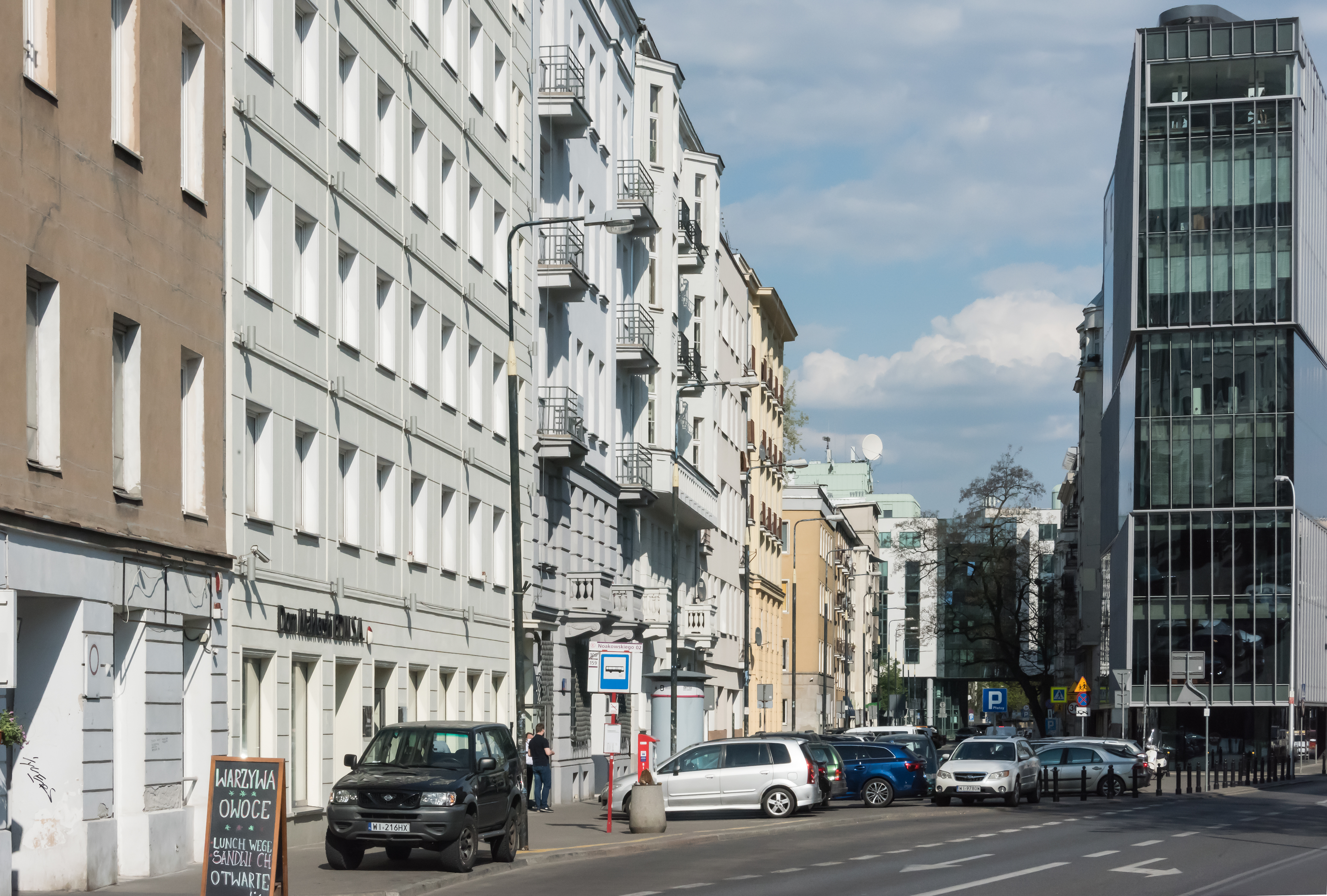
Ulica u zbiegu z ul. Koszykową

Ulica Piękna – ulica w warszawskiej dzielnicy Śródmieście.

## Przebieg
Ulica rozpoczyna się od skrzyżowania ulic Wiejskiej i Jazdów. Następnie biegnie na zachód, przecinając Aleje Ujazdowskie oraz ulice Mokotowską i Kruczą. Dochodzi do pl. Konstytucji. W tym miejscu następuje przerwa w ciągłości ulicy. Ponownie rozpoczyna ona bieg kilkanaście metrów za placem Konstytucji i wpada w ulicę Koszykową na skrzyżowaniu tej ostatniej z ulicą Emilii Plater.

## Historia
Dawna droga narolna. Została uregulowana w 1770. Nadana nazwa oddawała ówczesny wygląd ulicy, która została obsadzona drzewami i stanowiła element założenia ujazdowskiego. Przed 1781 odcinek między Alejami Ujazdowskimi i ul. Mokotowską nosił nazwę ulicy Bazyliańskiej, od znajdującej się tam posiadłości bazylianów.
Do 1863 zabudowę ulicy tworzyły wille i pałacyki, wzniesione wśród ogrodów i pól uprawnych. W końcu XIX wieku przy ulicy zaczęły powstawać liczne kamienice czynszowe. W 1896 w rogu ulicy Pięknej i Alej Ujazdowskich założono park Ujazdowski.
11 grudnia 1922 roku przeciwnicy wyboru Gabriela Narutowicza na prezydenta Rzeczypospolitej Polskiej zbudowali na rogu  Alej Ujazdowskich i ul. Pięknej barykadę z ławek, usiłując nie dopuścić go do Sejmu w celu złożenia przysięgi przed Zgromadzeniem Narodowym. 
Około 1930 nazwa ulicy została zmieniona na Piusa XI. Pius XI, a właściwie Achille Ratti, w kwietniu 1918 został mianowany przez papieża Benedykta XV wizytatorem apostolskim w Polsce. Po odzyskaniu przez Polskę niepodległości został nuncjuszem apostolskim. Podczas Bitwy Warszawskiej, gdy cały korpus dyplomatyczny ewakuował się do Poznania, pozostał w Warszawie jako jeden z dwóch (obok posła Włoch) przedstawicieli dyplomatycznych obcego państwa.
Niemieckie władze okupacyjne zmieniły nazwę ulicy na Piusstrasse (ulica Piusa). 17 października 1943 przed budynkiem pod nr 17 odbyła się druga egzekucja uliczna w Warszawie.
Podczas powstania warszawskiego ulica została opanowana przez powstańców. W nocy z 22 na 23 sierpnia 1944 zdobyli oni budynek dzielnicowej centrali telefonicznej, tzw. małą PAST-ę (nr 19). Od 6 września 1944 do upadku powstania budynek był siedzibą Komendy Głównej Armii Krajowej.
Uchwałą Stołecznej Rady Narodowej z dnia 26 marca 1949 przywrócono ulicy pierwotną nazwę Piękna. W latach 1951–1952 przy skrzyżowaniu z ulicą Marszałkowską wybudowano domy Marszałkowskiej Dzielnicy Mieszkaniowej, a linia zabudowy Pięknej od nr 24 do tej ulicy została przesunięta na północ.
W latach 1946–1972 ulicą przebiegało kilka linii trolejbusowych.

## Ważniejsze obiekty
- ul. Piękna 1 − Ambasada Francji wraz z Misją Ekonomiczną, będącą przedstawicielstwem Francuskiej Agencji ds. Rozwoju Międzynarodowego Przedsiębiorstw Ubifrance (Agence française pour le développement international des entreprises)
- ul. Piękna 1a – budynek i siedziba spółki Desa Unicum
- ul. Piękna 2/8 − Ambasada Kanady
- Park Ujazdowski
- ul. Piękna 10a − pałacyk Wilhelma Ellisa Raua, siedziba Ambasady Szwajcarii
- ul. Piękna 12 − Amerykańskie Centrum Źródeł Informacji i Sekcja Konsularna Ambasady Stanów Zjednoczonych Ameryki
- ul. Piękna 13 – Rezydencja Piękna Nova. Dawniej w jej miejscu znajdował się pałacyk Klary Dillenius będący siedzibą Ambasady Niemiec (nr 17).
- ul. Piękna 17 − zabytkowa kapliczka (w podwórzu); miejsce, w którym znajdował się pałacyk Klary Dillenius, a w nim Ambasada Niemiec (1920–1939). Budynek został zbombardowany przez Luftwaffe we wrześniu 1939 i nie został odbudowany.
- ul. Piękna 17 − tablica z piaskowca upamiętniająca miejsce publicznej egzekucji grupy Polaków 17 października 1943 umieszczona w latach 50. na fragmencie muru[10]
- ul. Piękna 18 − Zaułek Piękna – biurowiec wybudowany w latach 2004–2005
- ul. Piękna 19 − tzw. mała PAST-a, o którą podczas powstania warszawskiego w dniach 4−20 sierpnia, toczyły się ciężkie walki, zakończone 23 sierpnia zdobyciem budynku przez Polaków (trzy dni po zdobyciu „dużej” PAST-y przy ulicy Zielnej 37/39)
- ul. Piękna 20 – siedziba Komisji Nadzoru Finansowego
- ul. Piękna 24/26 – Prywatna Szkoła Żeńska im. Cecylii Plater-Zyberkówny
- ul. Piękna 44a – willa Struvego
- ul. Piękna 47 − zabytkowa kamienica z 1904 (vis-a-vis Hali Koszyki) należącej pierwotnie do hr. Collona-Walewskich (podwójny adres: także Koszykowa 64); obecnie ostatnia kamienica lewostronnej części ul. Pięknej (nie została zniszczona w czasie wojny)

## Inne informacje
- Podczas budowy biurowca Zaułek Piękna u zbiegu ulic: Kruczej, Pięknej i Mokotowskiej natrafiono na żelbetonowy schron Ringstand 58c (tzw. tobruk) z 1944, jeden z elementów umocnień Twierdzy Warszawa (Festung Warschau). Schron został wykopany i przekazany do Muzeum Powstania Warszawskiego[11].
- W Warszawie znajduje się też druga ulica Piękna, w dzielnicy Wesoła, co jest wynikiem pozostawienia bez zmian ponad 260 dublujących się nazw ulic i placów po przyłączeniu w 2002 Wesołej do Warszawy[12].